# خوسيه راموس (مصارع رياضي)
خوسيه راموس هو مصارع رياضي كوبي، ولد في 29 مارس 1949.

## وصلات خارجية
- خوسيه راموس على موقع قاعدة بيانات المصارعة الدولية (الإنجليزية)
- خوسيه راموس على موقع اللجنة الأولمبية الدولية (الإنجليزية)
- خوسيه راموس على موقع أوليمبيديا (الإنجليزية)